# Pia Tafdrup

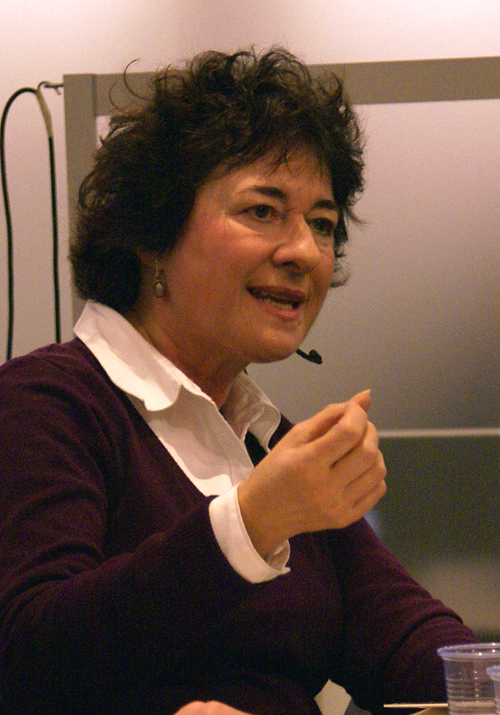
Pia Tafdrup, 2008.

Pia Tafdrup (Copenhague, 29 de mayo de 1952) es una escritora danesa. Es sobre todo conocida como poeta. En 1999 recibió el Premio de Literatura del Consejo Nórdico por Dronningeporten.

## Obra
- 1981: Når der går hul på en engel
- 1982: Intetfang
- 1983: Den inderste zone
- 1985: Springflod
- 1986: Hvid feber
- 1988: Døden i bjergene
- 1988: Sekundernes bro
- 1991: Over vandet går jeg
- 1992: Jorden er blå
- 1992: Krystalskoven
- 1994: Territorialsang
- 1998: Dronningeporten
- 1999: Tusindfødt
- 1999: Digte 1981-83
- 2000: Digte 1984-88
- 2001: Digte 1989-98
- 2002: Hvalerne i Paris
- 2004: Hengivelsen
- 2006: Tarkovskijs heste
- 2007: Springet over skyggen
- 2007: Det drømte træ

## Premios
- 1999: Premio de Literatura del Consejo Nórdico
- 2005: Premio Søren-Gyldendal
- 2006: Premio nórdico de la Academia Sueca